# Ават (Енбекшиказахский район)
Ават (каз. Ават) — село в Енбекшиказахском районе Алматинской области Казахстана. Административный центр и единственный населённый пункт Аватского сельского округа. Находится примерно в 17 км к западу от центра города Есик на правом берегу реки Талгар. В селе работает птицефабрика. Через Ават проходит автомобильная дорога Алма-Ата — Нарынкол. Код КАТО — 194033100.

## Население
В 1999 году население села составляло 3811 человек (1819 мужчин и 1992 женщины). По данным переписи 2009 года, в селе проживало 5670 человек (2793 мужчины и 2877 женщин).